# Аркея синьощока

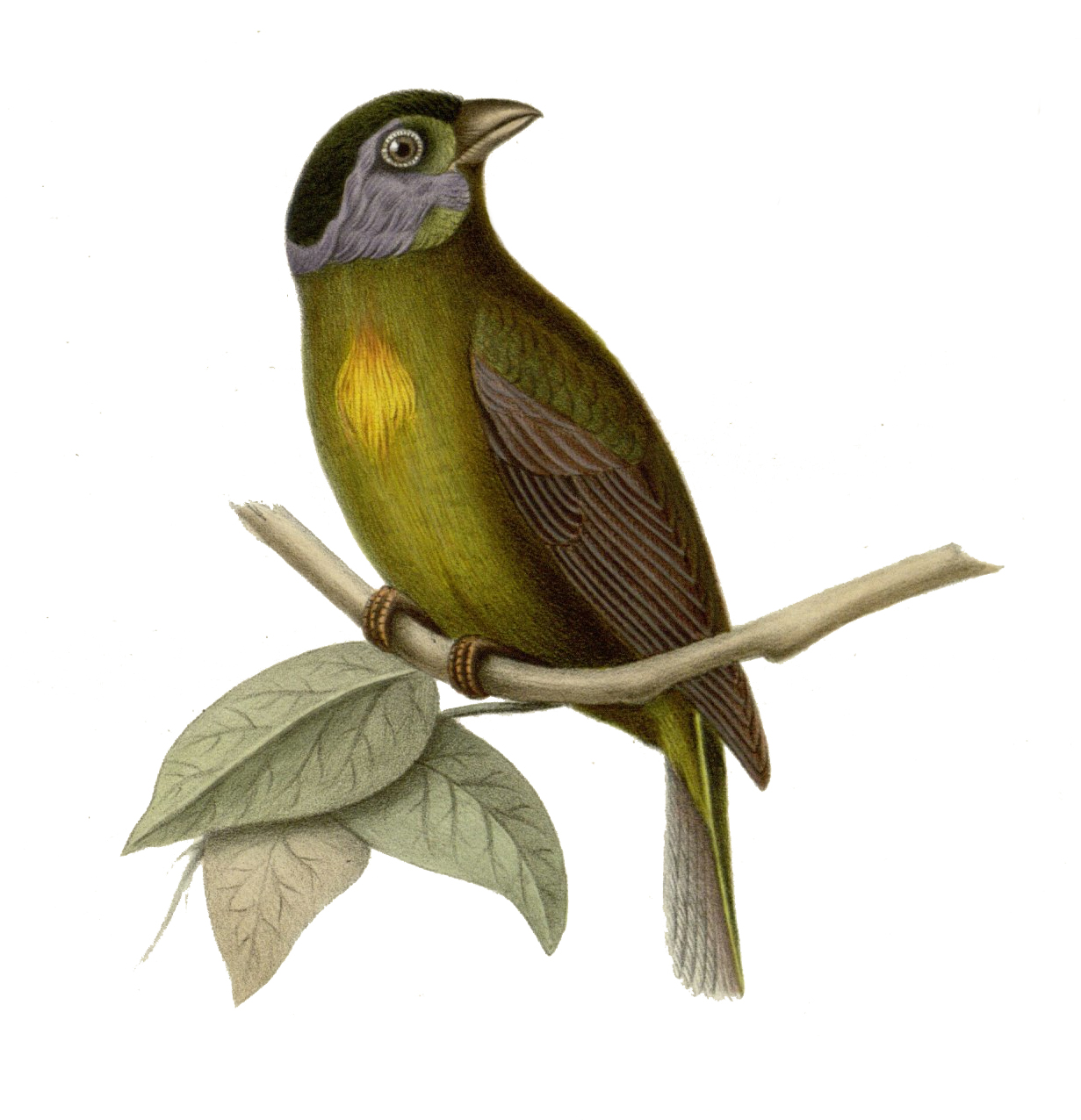
Синьощока аркея

Арке́я синьощока (Bangsia edwardsi) — вид горобцеподібних птахів родини саякових (Thraupidae). Мешкає в Колумбії і Еквадорі. Вид названий на честь французького зоолога Анрі Мільна-Едвардса.

## Поширення і екологія
Синьощокі аркеї мешкають на західних схилах Анд в Колумбії (на південь від Вальє-дель-Кауки) і Еквадорі (на південь до Пічинчи). Вони живуть у вологих рівнинних і гірських тропічних лісах. Зустрічаються на висоті від 900 до 2100 м над рівнем моря.